# فرودگاه بیر
فرودگاه بیر (به انگلیسی: Birr Aerodrome) (به زبان بومی: Birr View Air Strip) یک فرودگاه خصوصی است که یک باند فرود چمن دارد و طول باند آن ۵۷۰ متر است. این فرودگاه در کشور ایرلند قرار دارد و در ارتفاع ۷۶ متری از سطح دریا واقع شده‌است.